# Classe Floréal
La classe Floréal è una classe di navi francesi costituita da grossi pattugliatori d'altura, chiamati anche fregate a bassa intensità, in quanto adatte ad operare solo in ambienti operativi moderatamente ostili.

## Caratteristiche
La loro realizzazione è avvenuta tra il 1992 e il 1994, con un dislocamento che raggiunge le 3000 tonnellate circa, 370 delle quali di carburante, il che consente ai loro motori diesel l'autonomia di 9000 miglia a 12 nodi.
La loro dotazione di armamento non è rilevante, comparabile con quella delle vecchie corvette A-69 da 1200t, ma con la fine della guerra fredda la minaccia dei sottomarini è molto calata, e così, non senza critiche, esse non hanno ricevuto alcuna attrezzatura e arma antisommergibile. In compenso, oltre al cannone da 100 mm e alle due mitragliere da 20 mm, nonché 2-4 missili Exocet, le Floréal hanno un ponte di volo per un elicottero, che dovrebbe assicurare una certa copertura nel campo della lotta antinave e di quella ASW, anche se essendovene uno solo è impossibile tenere uno schermo di ricerca operativo su tutto l'arco della giornata (riparazioni, rifornimenti e altro ancora renderebbero necessari almeno due elicotteri, ottenibili nella stessa nave o con la cooperazione tra più unità).
La velocità massima è di circa venti nodi, appena sufficiente per una nave da pattugliamento di una certa capacità di navigazione oceanica. La dotazione di armi è ridotta, i sensori sono inadatti per conflitti ad alta intensità e manca un vero sistema di combattimento integrato. In effetti, le Floréal sono sovradimensionate come navi da pattugliamento e troppo deboli come unità da guerra, ma nondimeno hanno elevata autonomia operativa di circa due mesi. Le navi della classe Florèal hanno tutte nomi dei mesi del calendario rivoluzionario francese. La Floréal staziona nell'oceano Indiano meridionale, e le altre cinque in vari punti dell'estremo oriente in cui i francesi hanno propri interessi, come l'ex-poligono nucleare di Mururoa.

## Operazioni
Queste navi sono destinate ad operare in missioni di pattugliamento d'altura in difesa della zona economica esclusiva francese o in supporto a missioni internazionali. Tra le operazioni svolte da queste navi sono da ricordare la missione Azalee per neutralizzare un tentativo dei mercenari di Bob Denard alle Comore e l'intervento in Somalia nel 1993 nell'ambito dell'operazione Restore Hope.

## Unità Marine Nationale
| Marine nationale - Classe Floréal | Marine nationale - Classe Floréal | Marine nationale - Classe Floréal | Marine nationale - Classe Floréal | Marine nationale - Classe Floréal | Marine nationale - Classe Floréal | Marine nationale - Classe Floréal |
| matricola                         | Nome                              | Base operativa                    | Impostazione                      | Varo                              | Entrata in servizio               | Intitolazione                     |
| --------------------------------- | --------------------------------- | --------------------------------- | --------------------------------- | --------------------------------- | --------------------------------- | --------------------------------- |
| F730                              | Floréal                           | La Réunion                        | 2 aprile 1990                     | 6 ottobre 1990                    | 27 maggio 1992                    | Fiorile                           |
| F731                              | Prairial                          | Tahiti                            | 11 settembre 1990                 | 16 marzo 1991                     | 20 maggio 1992                    | Pratile                           |
| F732                              | Nivôse                            | La Réunion                        | 16 gennaio 1991                   | 11 agosto 1991                    | 15 ottobre 1992                   | Nevoso                            |
| F733                              | Ventôse                           | Martinica                         | 28 giugno 1991                    | 14 marzo 1992                     | 5 maggio 1993                     | Ventoso                           |
| F734                              | Vendémiaire                       | Numea                             | 17 gennaio 1992                   | 23 agosto 1992                    | 21 marzo 1993                     | Vendemmiaio                       |
| F735                              | Germinal                          | Brest                             | 17 agosto 1992                    | 14 marzo 1993                     | 17 maggio 1994                    | Germinale                         |

## Unità Marine royale del Marocco
Nella Marina del Marocco operano due unità tipo Floréal i cui nomi sono Mohammed V e Hassan II che hanno rispettivamente il distintivo ottico 611 e 612 come matricola.

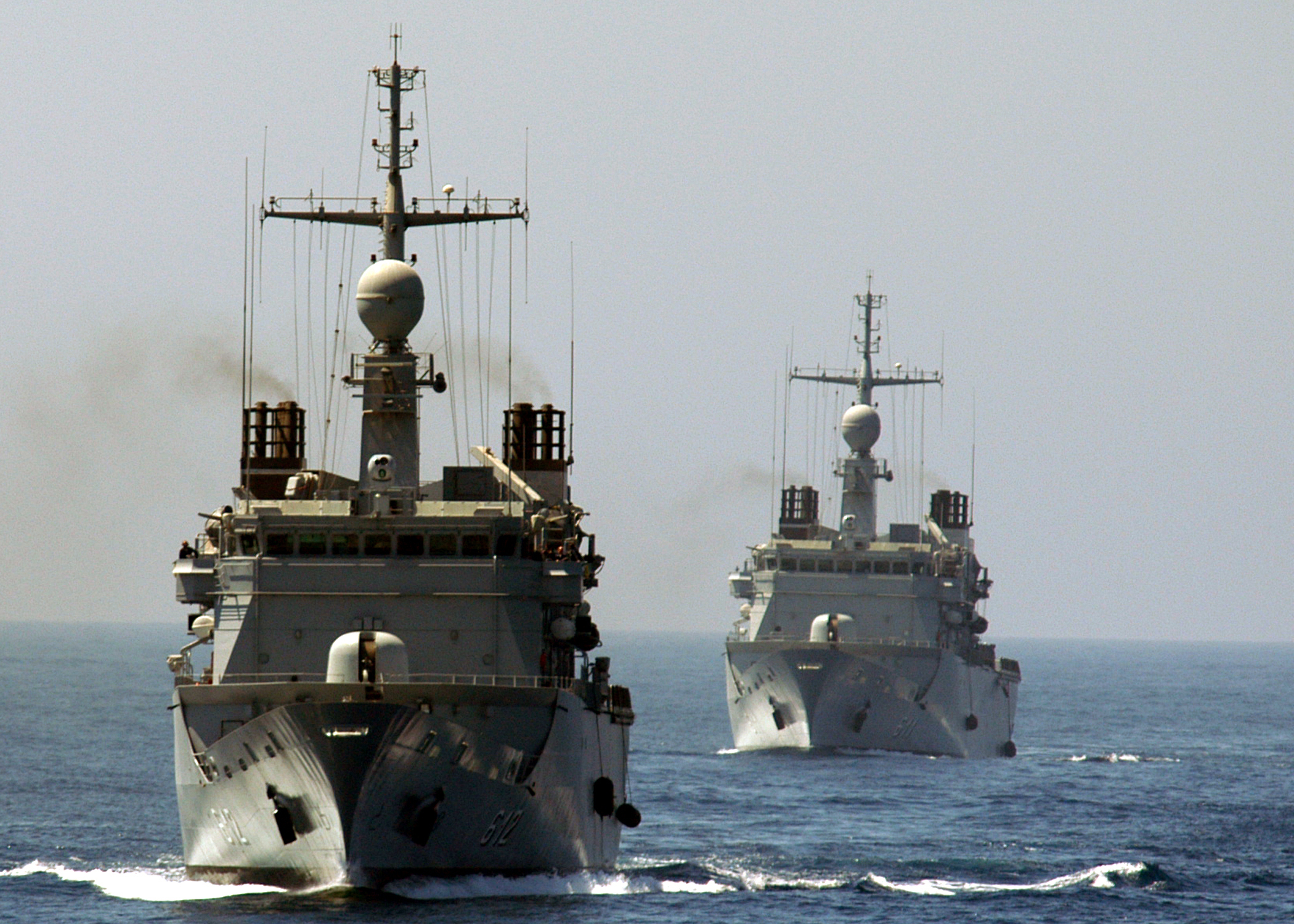
Classe Floréal: 611 e 612

| Marine royale - Classe Floréal | Marine royale - Classe Floréal | Marine royale - Classe Floréal | Marine royale - Classe Floréal | Marine royale - Classe Floréal | Marine royale - Classe Floréal | Marine royale - Classe Floréal |
| matricola                      | Nome                           | Base operativa                 | Impostazione                   | Varo                           | Entrata in servizio            | Intitolazione                  |
| ------------------------------ | ------------------------------ | ------------------------------ | ------------------------------ | ------------------------------ | ------------------------------ | ------------------------------ |
| 611                            | Mohammed V                     | Casablanca                     | 1998                           | 2001                           | 2002                           | Moḥammed V                     |
| 612                            | Hassan II                      | Casablanca                     | 1999                           | 2002                           | 2003                           | Ḥassan II                      |

## Galleria d'immagini

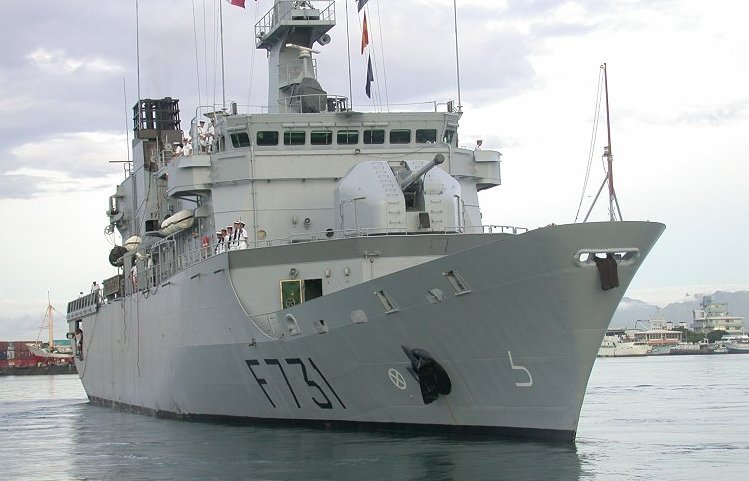
la Prairial nel 2003 in partenza da Papeete per il Sud America
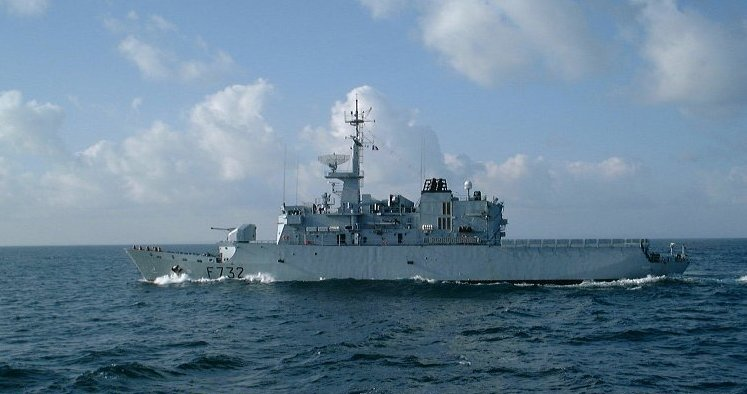
la Nivose nel 2000 al largo di Gibuti
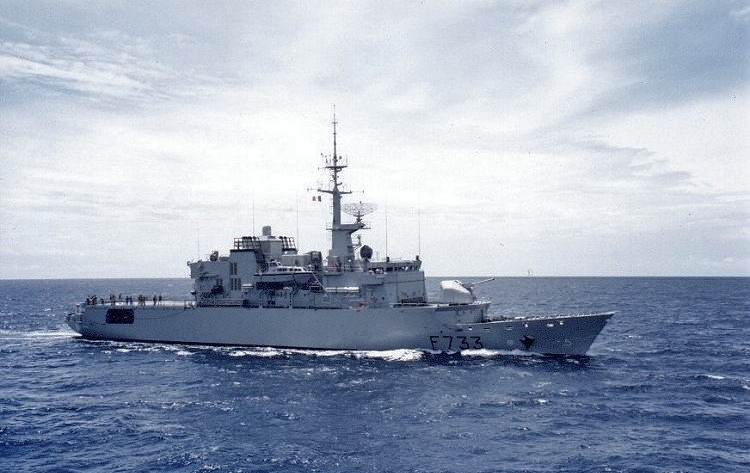
la Ventôse nel 1998
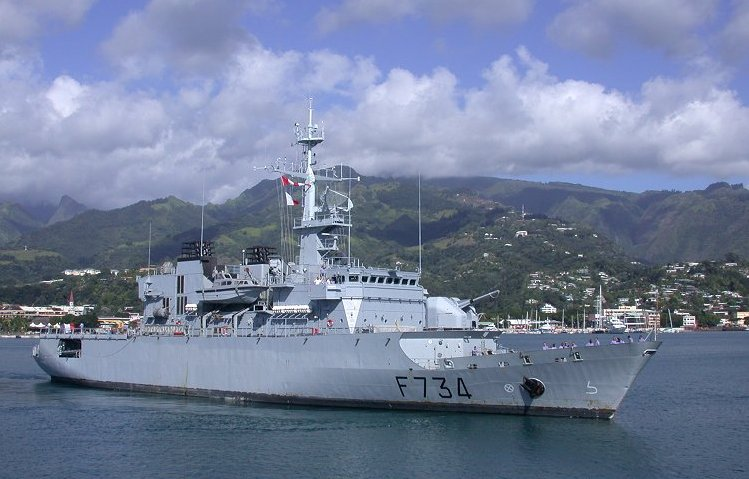
la Vendemiaire nel porto di Papeete a Tahiti
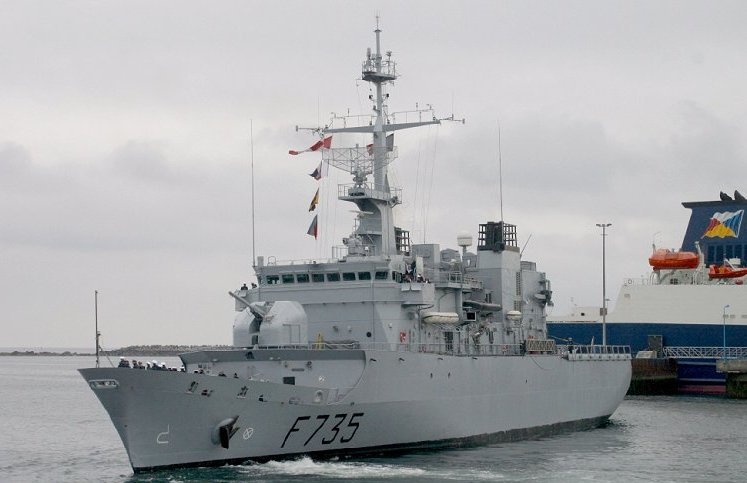
la Germinal nel 2003 a Cherbourg
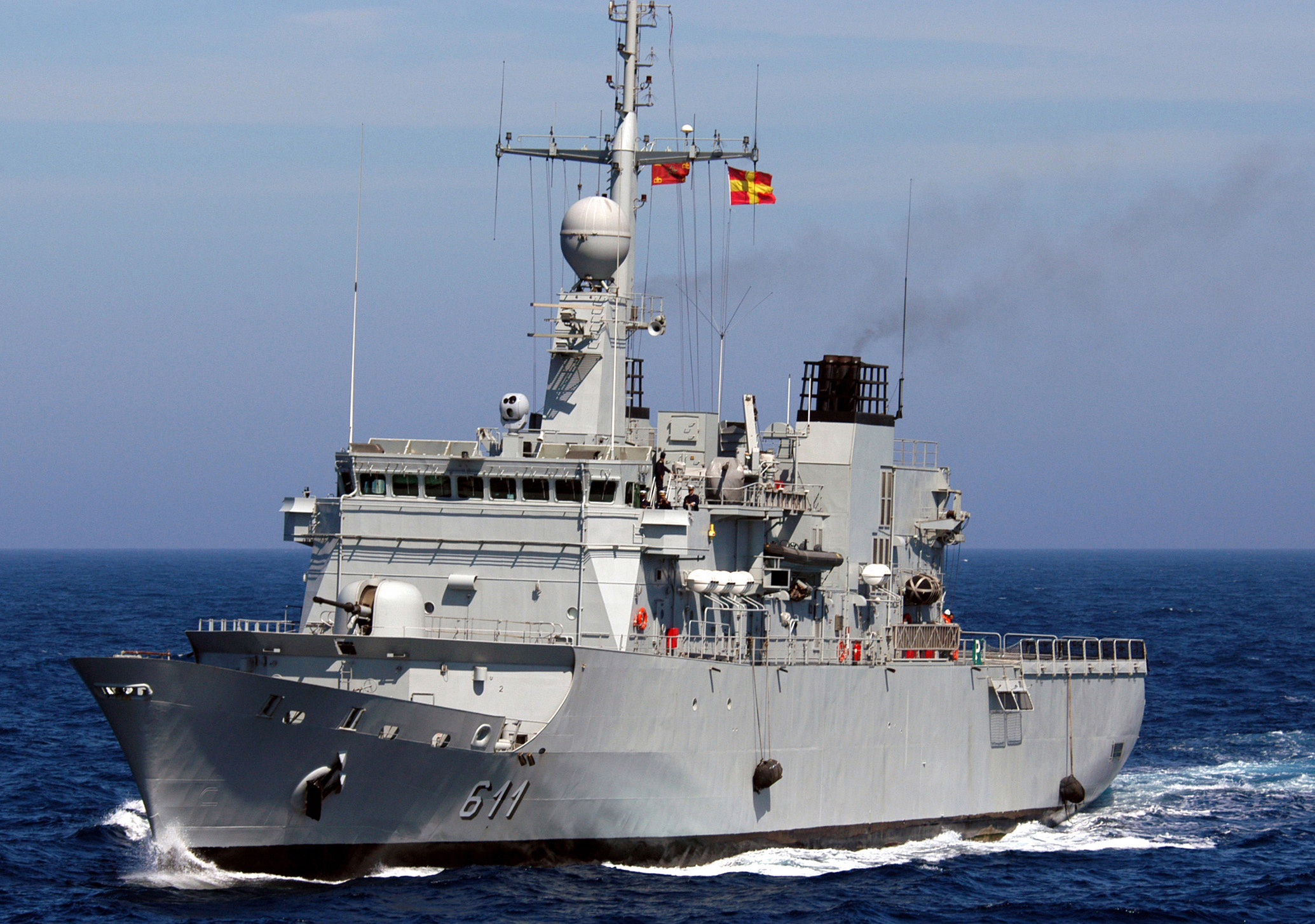
la marocchina Mohammed V